# Список населённых пунктов Сеченовского района Нижегородской области
| Образование                   | Населённые пункты в составе образования                                                                                           |
| ----------------------------- | --- |
| Алферьевский сельсовет        | с. Алферьево д. Малинов Куст д. Синяковка                                                                                         |
| Болтинский сельсовет          | с. Болтинка с. Александровка д. Бахметьевка с. Ильинка д. Кикинка с. Мяндровка                                                    |
| Васильевский сельсовет        | с. Васильевка с. Болховское д. Быковка д. Елизаветино д. Завидовка д. Ивановка д. Левашовка д. Михайловка д. Моревка д. Новоселки |
| Верхнеталызинский сельсовет   | с. Верхнее Талызино с. Богатиловка п. Талызинского совхоза                                                                        |
| Кочетовский сельсовет         | с. Кочетовка с. Митин Враг д. Николаевка с. Рогожка д. Шуваловка                                                                  |
| Красновский сельсовет         | с. Красное с. Бахаревка д. Вишенки                                                                                                |
| Красноостровский сельсовет    | с. Красный Остров с. Левашовка |
| Липовский сельсовет           | с. Липовка д. Екатериновка д. Калифорния п. Киша                                                                                  |
| Митропольский сельсовет       | с. Митрополье д. Стрелка |
| Мурзицкий сельсовет           | с. Мурзицы д. Бегичево с. Ратово д. Ручьи д. Щукино                                                                               |
| Сеченовский сельсовет         | с. Сеченово с. Мамлейка п. Теплостанского совхоза с. Ясное                                                                        |
| Торгово-Талызинский сельсовет | с. Торговое Талызино д. Баженовка д. Булдаково д. Старая Назаровка с. Чадаевка                                                    |
| Шемаринский сельсовет         | с. Шемарино д. Борисовка д. Княжуха п. Марьевка д. Новая Назаровка д. Обуховка д. Ратманово с. Сарбаево с. Скрипино               |

## Источник
- Населённые пункты Сеченовского района